# フェリックス・パラ
フェリックス・パラ（Félix Parra Hernández、1845年11月17日 - 1919年2月9日）はメキシコの画家である。スペイン植民地時代のメキシコの歴史を題材にした作品を描いた。

## 略歴
メキシコ・ミチョアカン州のモレリアで生まれた。モレリアの学校(Colegio de San Nicolás de Hidalgo)で学び、アカデミック美術を Octaviano Herreraに学んだ。美術の修行を続けるために、メキシコシティに移り、アカデミア・デ・サン・カルロス(Academia de San Carlos)に入学し、ペレグリ・クラーベ(Pelegrín Clavé)やサンチャゴ・レブル(Santiago Rebull)、ホセ・サロメ・ピナ(José Salomé Pina)に学んだ 。
1878年に奨学金を得て、フランス、イタリアに留学し、ヨーロッパの新しい美術に触れた。1882年にメキシコに戻ると、アカデミーの装飾絵画の教授に任じられた。
1893年にメキシコシティの市庁舎（Antiguo Palacio del Ayuntamiento）の天井壁画を描いた。アカデミック美術のスタイルで、スペイン植民地時代の歴史に関する作品を描いた。代表的な作品には、16世紀スペイン出身のカトリック司祭で、植民・征服事業の不正行為や先住民に対する残虐行為を告発した、バルトロメ・デ・ラス・カサスを描いた作品がある。この作品は1876年のフィラデルフィア万国博覧会に出展され、その後メキシコ国立美術館に収蔵されている。